# Røverhulen
Røverhulen ved Isted er en af de få bevarede jættestuer i Sydslesvig. Gravhøjen er fra bondestenalderen og omkring 5.000 år gammel. Den er beliggende i Isted Skov syd for landsbyen Isted og få kilometer nord for Slesvig by.
Jordhøjen er cirka 20 meter i diameter og cirka 2,5 m meter høj. Det velbevarende gravkammer i højens indre er ca. 4,4 meter langt, op til 2 meter bredt og 1,5 meter højt. Det er bygget af ni store vægsten. Mellem sidestenene er stablet flade stenfliser i en slags tørmur. Kammeret er orienteret mod øst-vest. Det er muligt at gå ind i gravkammeret. Eneste kendte fund fra Røverhulen er en flintøkse, der blev fundet i 1962.
Ifølge lokale sagn var røverhulen i middelalderen hjemsted for røvere, der plyndrede de vejfarende på hærvejen. Deraf stammer navnet Røverhule.